# Xurəl
Xurəl è un comune dell'Azerbaigian situato nel distretto di Qusar. Conta una popolazione di 1 061 abitanti.